# Stowitts Museum & Library
Het Stowitts Museum & Library is een museum in Pacific Grove nabij Monterey in de Amerikaanse staat Californië, dat gewijd is aan de kunst van de Amerikaanse schilder Hubert Julian Stowitts (1892-1953) en andere minder bekende kunstschilders van de 20e eeuw. 